# Grundläggande behörighet
Grundläggande behörighet är nödvändig för att studera på högskola i Sverige. Ett sätt att få grundläggande behörighet är genom slutbetyg från gymnasieskola. Ett annat sätt är att kombinera betyg från gymnasiet med ett eller flera år på folkhögskola.  
För personer som söker till högskola i Sverige och som har gymnasieutbildning från utlandet krävs i allmänhet intygande av avslutad gymnasieutbildning som ger högskolebehörighet enligt det utfärdande gymnasiesystemets regler. Därtill krävs intygande av kunskaper i svenska, engelska och matematik - sistnämnda tre enligt samma kriterier som gäller för sökande med svensk gymnasieutbildning.